# Denominação de Origem Controlada
Pour les articles homonymes, voir DOC.

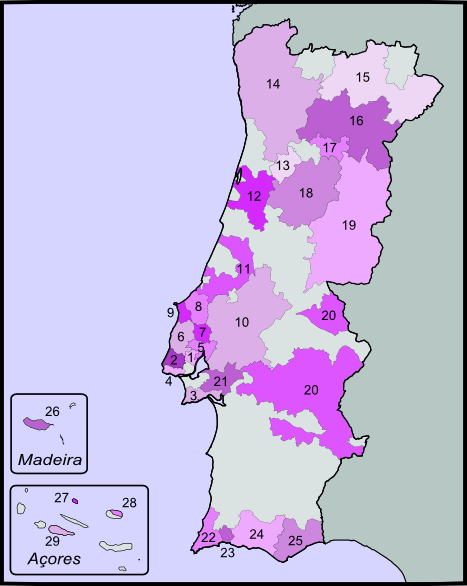

La Denominação de Origem Controlada (DOC) - dénomination d'origine contrôlée - est un système de dénomination utilisé pour certifier les vins, fromages, beurres et d'autres produits agricoles portugais.
Cette dénomination s'est substituée à l'ancienne Região Demarcada qui était en vigueur depuis le début du XXe siècle.

## Réglementation
Pour assurer la conformité réglementaire avec les normes, les producteurs doivent présenter des échantillons de leurs vins au vin aux commissions régionales. Pour chaque région viticole sont définies 
- Les limites géographiques et le type de sol
- Les cépages recommandés et secondaires ainsi que les pratiques culturales
- Les méthodes de vinification et le titre alcoométrique naturel minimal
- Le rendement par hectare et les pratiques œnologiques
- Les caractéristiques physico-chimiques et organoleptiques

Ces paramètres sont contrôlés par chacune des commissions régionales. Ces contrôles permettent de s'assurer que l'ensemble du processus de production de vin est strictement contrôlé à chaque étape, de la vigne au consommateur. 

## Les vins DOC
Toutes les régions productrices du Portugal se sont dotées d'un statut d'appellation d'origine contrôlée. Le but de celui-ci est de certifier et protéger l'authenticité de l'origine, d'assurer la qualité des vins de chaque région, notamment en définissant la liste des cépages recommandées, les méthodes de vinification, le minimum de teneur en alcool, les rendements à l'hectare et les périodes de vieillissement en bouteilles ou en fûts. 

### Alenquer
L'alenquer est un vin produit dans l'Estrémadure et provenant des vignobles d'Alenquer, situés sur les rives du Tage dans le centre du Portugal. Les rouges sont élaborés avec les cépages tinta roriz, castelão, tinta miúda, touriga nacional et trincadeira. Les blancs assemblent : arinto (pedernã), Fernão Pires (Maria Gomes), Rabo de Ovelha, seara nova et Vital.

### Alentejo
L'alentejo est un vin produit dans le terroir viticole de l'Alentejo, situé dans le sud du pays. Ces vignobles couvrent toutes les zones géographiques de la sous-région de Borba, Évora Amareleja, Moura, Portalegre, Redondo, Reguengos et Vidigueira. La culture de la vigne remonte à la colonisation romaine, comme en témoignent les restes trouvés dans les ruines de São Cucufate près Vidigueira et certaines caves d'époque romaine.
- Cépages rouges : Alfrocheiro, Tinta roriz, Castelão, Grossa, Moreto, Tinta caiada, Trincadeira (Tinta amarela).
- Cépages blancs : Antão Vaz, Arinto, Fernão Pires, Malvasia rei, Perrum, Rabo de Ovelha, Roupeiro, Trincadeira das Pratas.

### Arruda
L'arruda est un vin dont le vignoble est situé sur le terroir viticole d'Arruda, dans le concelho d'Arruda dos Vinhos ainsi qu'à Sobral de Monte Agraço et Vila Franca de Xira, sur la rive droite du Tage, à proximité de son embouchure. La zone a un léger relief, avec des élévations séparées par de longues vallées et les caractéristiques d'un climat méditerranéen. Les cépages rouges de l'appellation sont Tinta roriz, Castelão, Tinta miúda, Touriga nacional et Trincadeira (ou Tinta amarela). Les blancs sont Arinto (Pedernã), Fernão Pires, Rabo de Ovelha, Seara nova, et Vital.

### Bairrada
Le bairrada est un vin dont le vignoble est situé dans le centre-ouest du pays et produit dans le terroir viticole de Bairrada, qui couvre les concelhos d'Anadia, Mealhada, Oliveira do Bairro et une partie de ceux d'Águeda, Aveiro, Cantanhede, Coimbra et Vagos. Ses vins peuvent être blanc, rouge, rosé et mousseux. Les cépages, pour les rouges et les rosés sont Alfrocheiro, Baga, Camarate, Castelão, Jaen et Touriga nacional. Les vins blancs et mousseux assemblent Arinto (Pedernã), Bical, Cercial, Chardonnay, Fernão Pires, Rabo de Ovelha, Pinot blanc, Sauvignon, Sercealinho et Verdelho blanc.

### Beira interior
Le beira interior est un vin produit dans les vignobles de la Beira intérieure, sur les terroirs de Figueira de Castelo Rodrigo, Cova da Beira et Pinhel. Ces vins sont rouges, rosés, blancs, clairet, paillés et mousseux. La production de vin date de la colonisation romaine puis connu un nouvel essor à partir du XIIIe siècle avec les moines cisterciens.

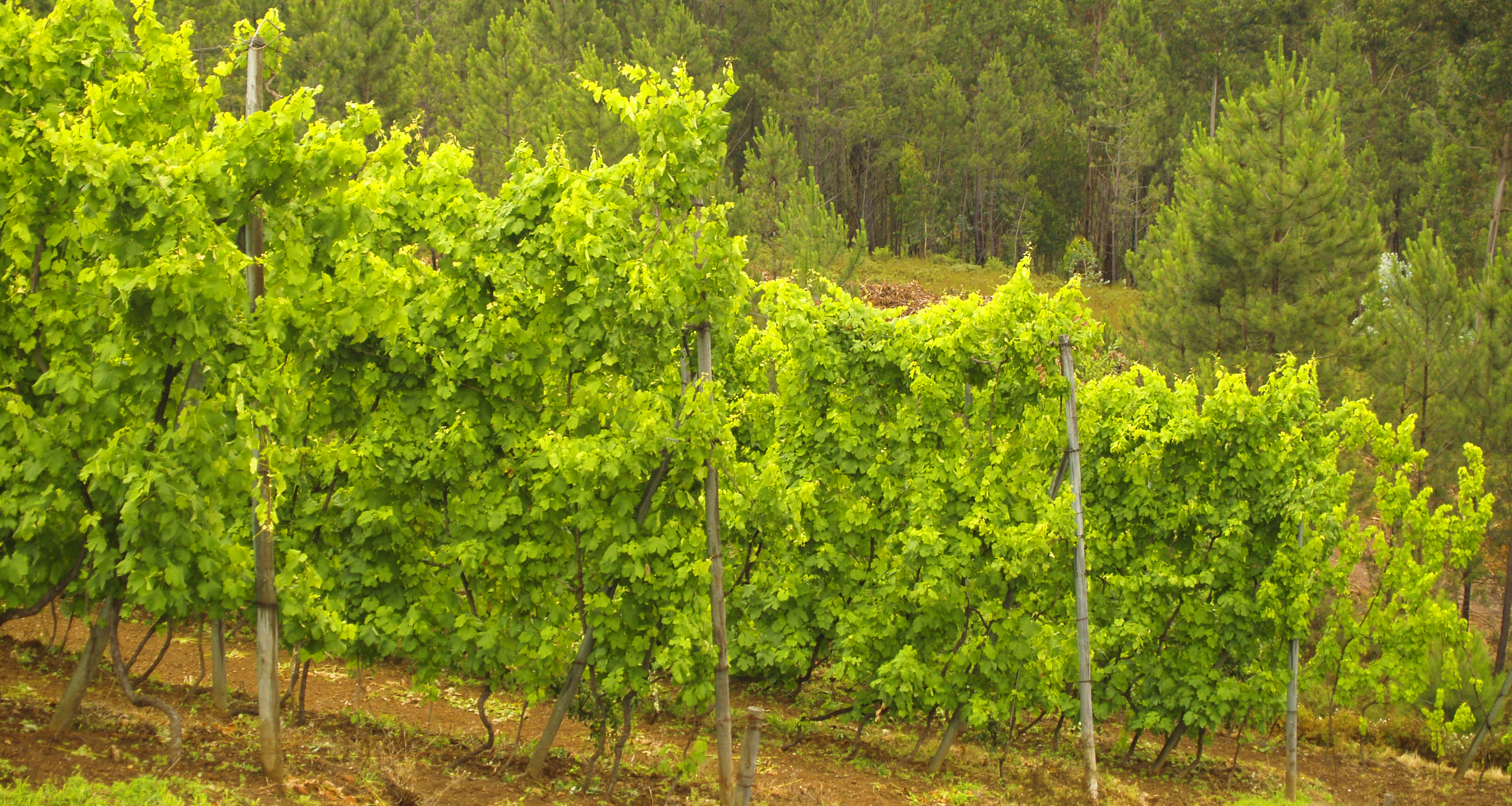
Vignoble de Beira sur cruzetas
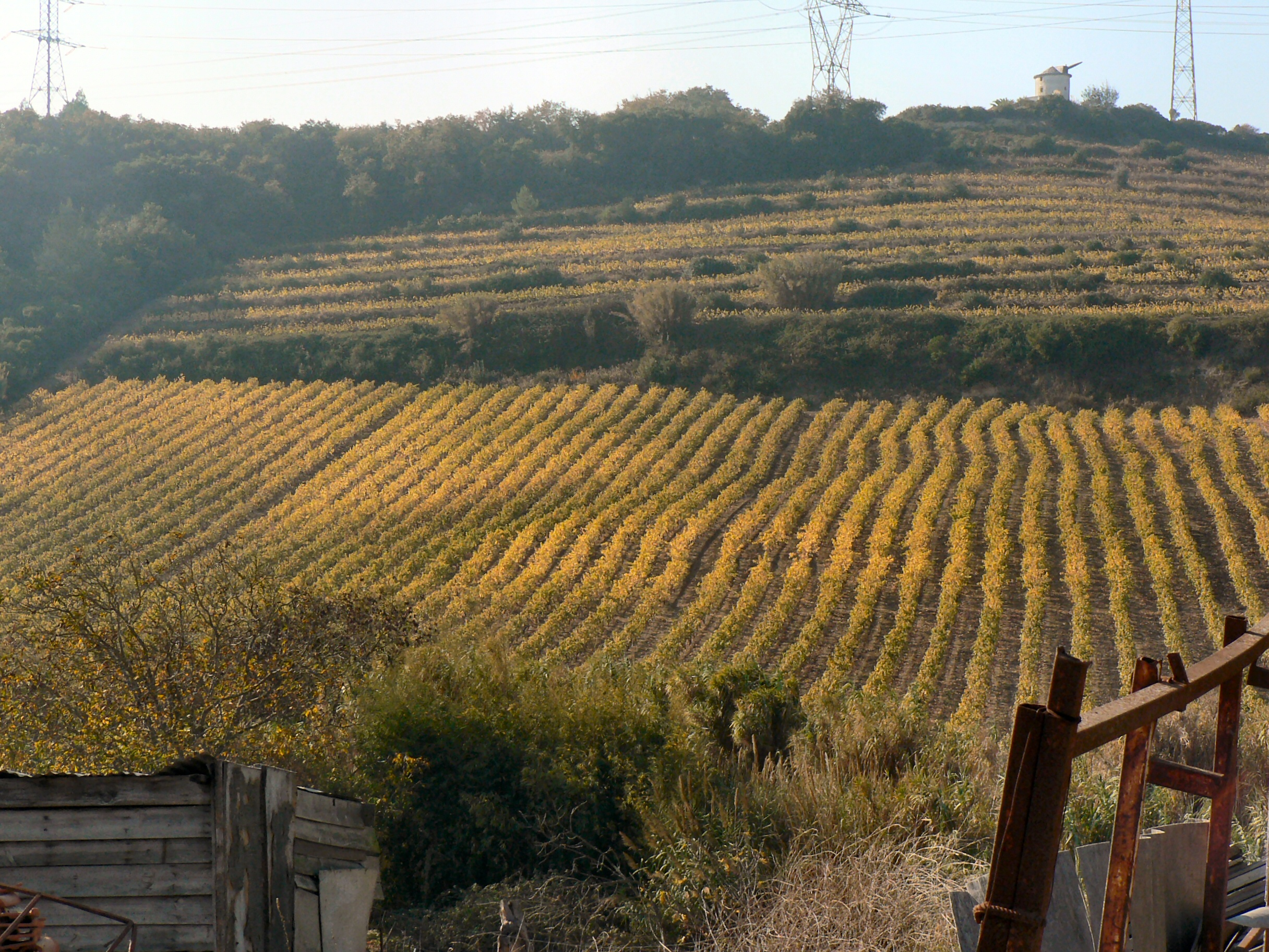
Vignoble de Bucelas

### Bucelas
Le bucelas est un vin produit sur le terroir de Bucelas dans le concelho de Loures, près de l'estuaire du Tage. Les vins de Bucelas peuvent être vinifiés en blanc tranquille ou en mousseux. Ils sont le résultat de l'assemblage de trois cépages blancs : Arinto (ou Pedernã), Sercial (ou Cão) et Rabo de Ovelha. L'arinto, grâce à son acidité, permet d'excellents assemblages et produit des vins délicats aux arômes floraux. Sa capacité à vieillir a fait la renommée des vieux vins de Bucelas.

### Carcavelos
Le carcavelos est un vin doux naturel produit dans la terroir viticole de Carcavelos, qui couvre une partie des concelhos de Cascais et Oeiras, située à l'ouest de Lisbonne. Très protégé au temps du marquis de Pombal, propriétaire de la quinta de Oeiras, actuellement il a une production très limitée. Les cépages rouges sont : Castelão et Preto martinho, les blancs, Galego dourado et Arinto (Pedernã).

### Colares
Le colares est un vin dont le vignoble est situé dans la terroir viticole de Colares et s'étend sur une partie du concelho de Sintra, dans la zone située entre la Sierra de Sintra et l'Océan Atlantique. Les vins de cette appellation peuvent être blanc ou rouge. Situées à proximité de la mer, les vignes sont soumises à de forts vents marins. Elles sont protégées par des clôtures de roseaux, ce qui donne un aspect unique à ce terroir. Deux cépages seulement sont utilisés, le Ramisco, pour les rouges, la Malvasia, pour les blancs.

### Dão
Le dão est un vin produit dans le terroir viticole du Dão, dans la province de Beira Alta, au centre du Portugal. Cette région est proche de la Serra da Estrela et se caractérise par des collines escarpées. Cette appellation a été reconnue en 1908. Elle produit des vins rouges puissants à haute teneur en alcool. Son vignoble s'étende sur près de 20 000 hectares sur les districts de : 
- Coimbra : Arganil, Oliveira do Hospital, Tábua
- Guarda : Aguiar da Beira, Fornos de Algodres, Gouveia et Seia
- Viseu : Carregal do Sal, Mangualde, Mortágua, Nelas, Penalva do Castelo, Santa Comba Dão, Sátão, Tondela et de Viseu (en partie).

Les cépages les plus utilisés sont : Touriga nacional, Tinta roriz, Mencia, Alfrocheiro preto et Encruzado.

### Douro
Le douro est un vin produit dans le terroir viticole de la vallée du Douro, qui couvre les sous-régions de Baixo Corgo, Cima Corgo et Haut Douro, au nord du pays, des deux côtés des berges du Douro. Ce terroir est le même que celui qui produit les vins de Porto.. Pour les vins rouges, ses cépages sont le Bastardo, le Mourisco, la Tinta amarela, la Tinta Barroca, la Tinta cão, la Tinta roriz, la Touriga francesa et la Touriga nacional. Les vins blancs sont faits en assemblant le Donzelinho branco, la Gouveia, la Malvasia fina, le Rabigato et le Viosinho.

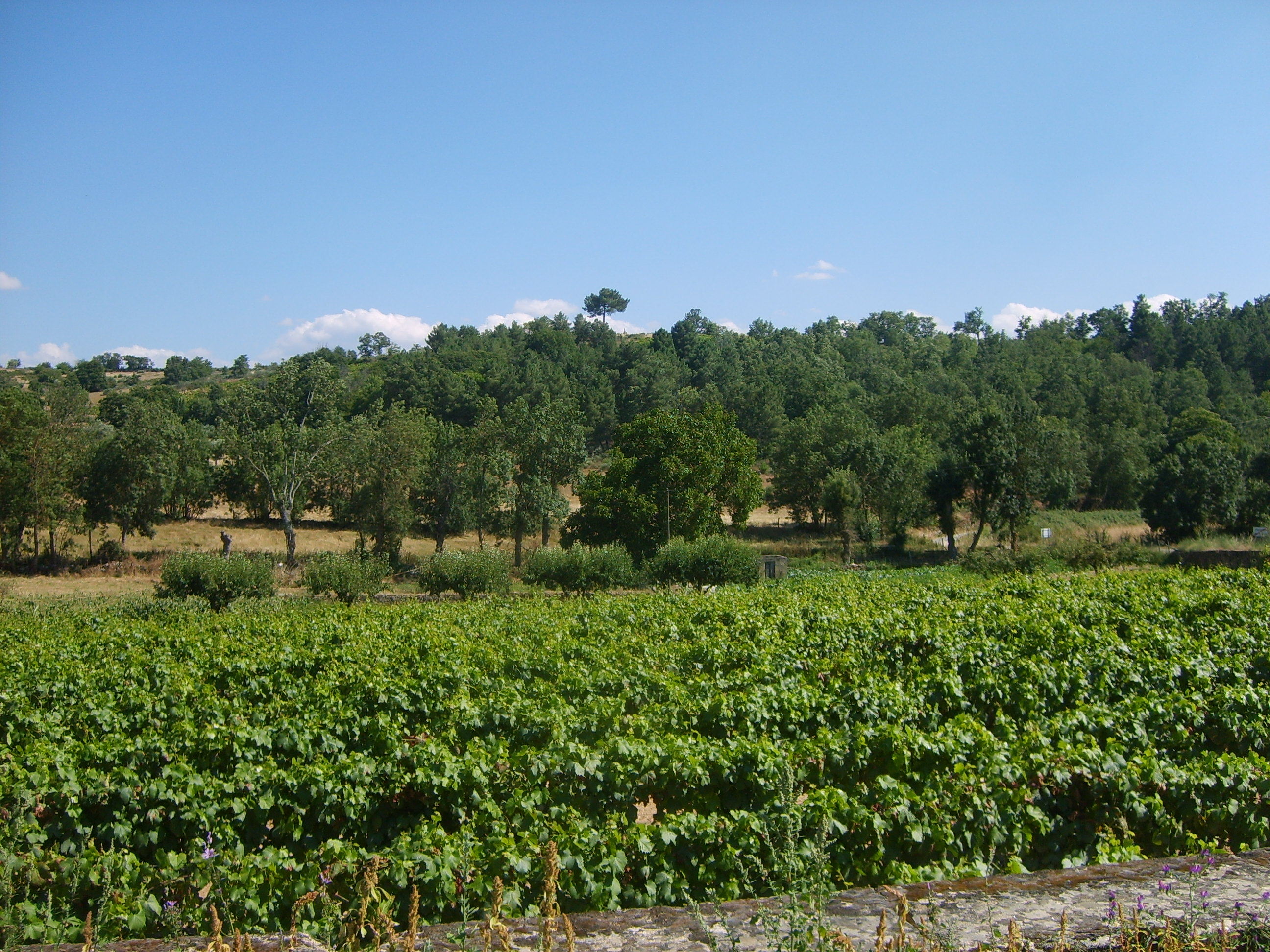
Vignes et forêt à Cancelos de Baixo
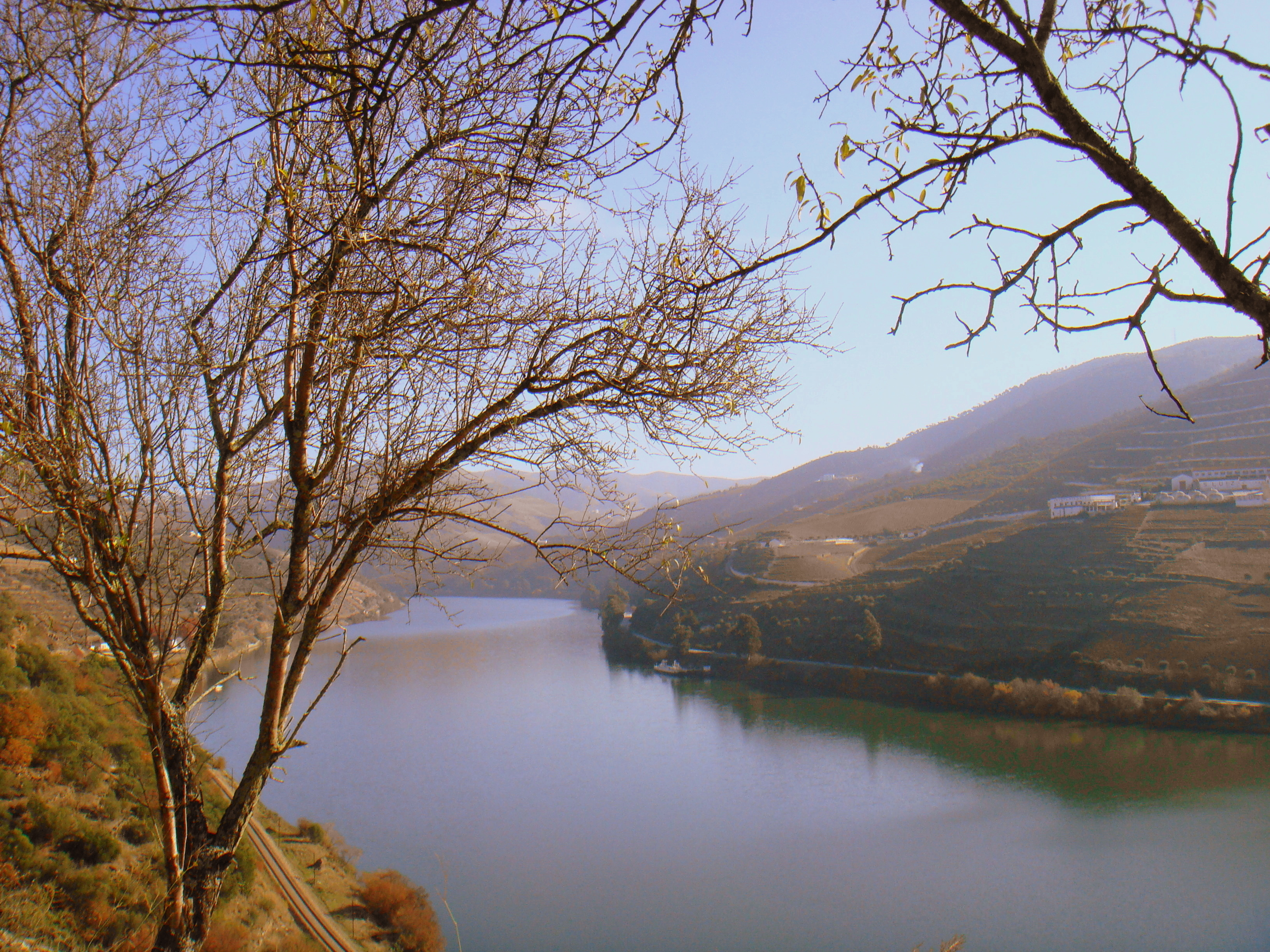
Vignobles du Haut-Douro

### Encostas de Aire
Les encostas-de-aire sont un vin produit dans les terroirs viticoles de concelhos de Batalha, Porto Mós, Ourém et une partie de ceux de l'Alcobaça et de Caldas da Rainha, district de Leiria. L'appellation est divisée en deux sous-régions Alcobaça et Ourém. Ces vins sont vinifiés en blanc ou en rouge. Les cépages rouges utilisés sont Tinta roriz, Castelão, Tinta miúda, Touriga nacional et Trincadeira (Tinta amarela) ; les cépages blancs, Fernão Pires, Ratinho, Tamarez et Vital.

### Lagoa
Le lagoa est un vin produit dans le terroir viticole de Lagoa, sur les concelhos d'Albufeira et de Lagoa ainsi que sur une partie de celui de Loulé. Ce vignoble est situé dans l'Algarve, au sud du pays. Ses vins peuvent être blanc ou rouge. Pour le blanc les cépages sont l'Arinto et la Síria (ou Roupeiro), pour les rouges, la Tinta negra mole et le Trincadeira (ou Tinta amarela).

### Lagos
Le lagos est un vin produit dans la terroir viticole de Lagos, qui comprend une partie des concelhos d'Aljezur, Vila do Bispo et  Lagos, autour du Cap Saint-Vincent en Algarve, dans le sud du pays. Les vins peuvent être rouge ou blanc. Les cépages pour les rouges sont Castelão, Trincadeira et Tinta negra mole (Tinta amarela), pour les bancs Arinto, Malvasia Fina et Síria (ou Roupeiro).

### Lourinhã ouaguardentes da Lourinhã
Le lourinhã ou aguardentes da Lourinhã sont des eaux-de-vie produites dans le terroir viticole de Lourinhã. Leur distillation se fait à partir de vins de faible degré obtenus par la vinification du cépage rouge : Cabinda et des cépages blancs : Alicante blanc, Alvadurão, Boal Espinho, Marquinhas, Malvasia rei et Tália.

### Madère

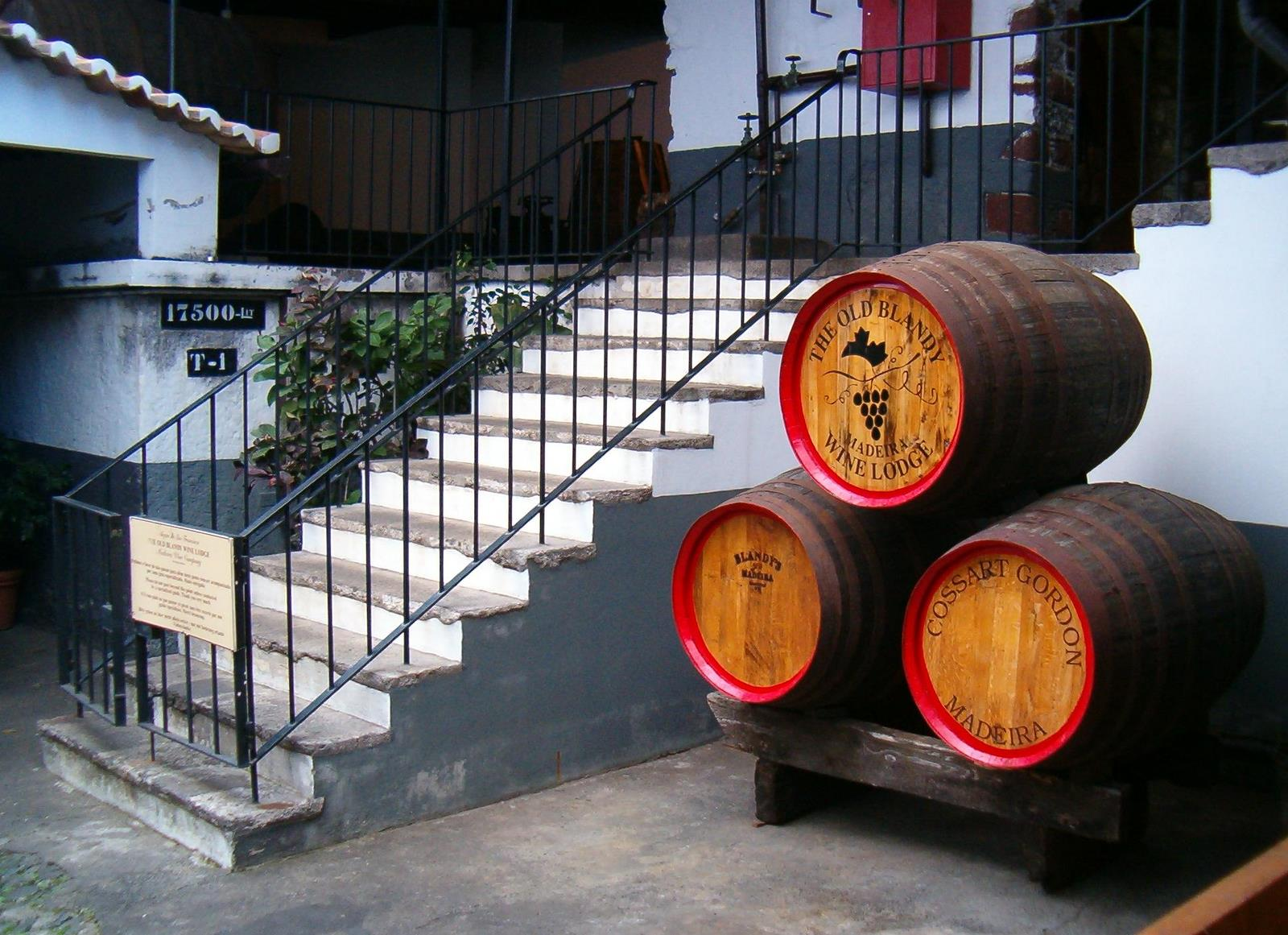
Madère d'Arcadas Sao-Francisco

Le madère est un vin de liqueur produit dans l'archipel de Madère. Les Britanniques en favorisèrent, à l’origine, le développement et en acquirent progressivement le monopole. C'était le seul vin qui pouvait être exporté vers les colonies britanniques d’Amérique sans transiter par un port britannique. Napoléon Ier, de passage à Madère pendant son voyage vers l’exil de Sainte-Hélène, en reçut en cadeau du gouverneur britannique de l’île.
Ce vin est élaboré à base de sercial, qui donne un madère du type sec, de malvasia qui produit un madère du type doux, de bual ou de verdelho blanc avec lesquels on obtient un madère du type demi-doux ou de type demi-sec. Le terrantez permet d'obtenir des madères entre le type demi-sec et demi-doux et le Tinta negra mole s’adapte à la production des différents degrés de douceur.

### Óbidos
L'óbidos est un  vin produit dans le terroir viticole d'Óbidos, situé dans le centre-ouest du pays, comprenant les concelhos de Cadaval, Caldas da Rainha, Bombarral et Óbidos. Ces vins peuvent être rouge ou blanc. Les cépages utilisés sont pour les rouges : Alicante Bouschet, Amostrinha, Tinta roriz, Baga, Cabernet Sauvignon, Caladoc, Camarate, Carignan, Castelão, Jaén, Merlot, Pinot noir, Preto Martinho, Syrah, Tinta barroca, Tinta miúda, Touriga franca, Touriga nacional et Trincadeira (ou Tinta amarela). Pour les blancs sont assemblés : Alicante blanc, Alvarinho, Antão Vaz, Arinto, Chardonnay, Encruzado, Fernão Pires, Jampala, Loureiro, Malvasia rei, Moscatel graúdo, Rabo de Ovelha, Ratinho, Riesling, Sauvignon, Seara nova, Verdelho blanc, Viognier, et Vital.

### Palmela
Le palmela est un vin produit dans la terroir viticole de Palmela, sur les concelhos de Montijo, Palmela, Setúbal et sur une partie de celui de Sesimbra. Ce vignoble est situé près de l'estuaire de la Tage, au sud-est de Lisbonne. Ses vins peuvent être rouge, blanc, rosé, ou vinifié en mousseux ou vin doux naturel. Les cépages pour les rouges et les rosés sont : Castelão, Alfrocheiro, Bastardo, Cabernet Sauvignon et Trincadeira (ou Tinta amarela). Pour les blancs : Arinto, Fernão Pires, Moscatel galego branco, Moscatel graúdo, Moscatel roxo, Rabo de Ovelha, Síria (ou Roupeiro), Tamarez et Vital.

### Portimão
Le portimão est produit dans le terroir viticole de Portimão, situé dans l'Algarve, au sud du pays. Ses vins peuvent être blanc ou rouge. Les cépages rouges sont le Castelão et le Trincadeira (ou Tinta Amarela) et Tinta negra mole. Les cépages blancs utilisés sont l'Arinto et la Siria (ou Roupeiro).

### Porto

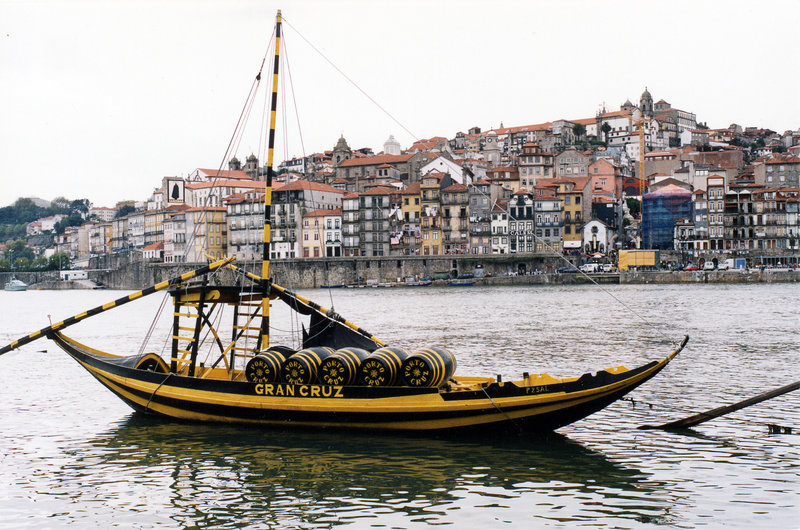
Rabelos, barque traditionnelle servant à transporter les barriques de porto sur le Douro vers les caves de Vila Nova de Gaia

Le porto est un vin muté produit uniquement dans la région du Haut Douro, à 100 km en amont de la ville éponyme. La vigne est essentiellement exploitée par de petits producteurs, possédant chacun une petite parcelle, appelée quinta. Le porto est par définition un vin d'assemblage. Il y a encore peu, les différentes variétés qui rentraient dans la composition du porto n'avaient pas grande importance. Actuellement, environ une cinquantaine de variétés de raisins noirs et blancs, sont admises et une vingtaine sont recommandées par les autorités. Parmi ces variétés recommandées, cinq sont reconnues par la plupart des négociants comme affichant des qualités de tout premier ordre : touriga nacional, tinta roriz, touriga franca, tinta barroca et tinta cão (ou red dog).
Il existe cinq principaux types de porto : le Porto Tawny, qui est un assemblage de cuvées, qui vieillit entre 5 et 7 ans en fûts, le Porto Tawny avec indication d'âge, assemblage de plusieurs portos de différentes années, le Porto Ruby, vin jeune qui passe au maximum deux ans en fût, le Porto blanc, qui peut être sec ou doux selon trois variantes : extra-dry, dry et sweet, le Porto vintage ou Porto millésimé, qui est produit lors d'une année exceptionnelle et provient en général des meilleurs vignobles.

### Ribatejo
Le ribatejo est un vin produit dans le terroir viticole du Ribatejo, couvrant les sous-régions de Cartaxo, Santarém, Almeirim, Coruche, Tomar et Chamusca. Ce vignoble est situé sur les rives du Tage, dans centre-ouest du pays. Ses vins peuvent être blanc, rouge, rosé, mousseux et liquoreux. Sont aussi produits sous ce nom des spiritueux et du vinaigre de vin. Les cépages utilisés pour les rouges et les rosés sont : Tinta roriz, Baga, Camarate, Castelão, Preto martinho, Tinta miúda, Touriga franca, Touriga nacional et Trincadeira (ou Tinta amarela). Pour les vins blancs, sont assemblés : Arinto, Fernão Pires, Rabo de Ovelha, Tália, Trincadeira das Pratas, Verdelho blanc et Vital.

### Muscat de Setúbal
Le muscat de Setúbal est un vin doux naturel à appellation d'origine provenant des vignobles de Setúbal, Palmela et Sesimbra en partie. Ces vins titrent entre 17 et 20°. Il existe deux variété de Muscat, le blanc et le rouge, élaborés à partir des cépages muscat de Setúbal et muscat roxo. C'est en 1797 que les vins de Setúbal ont commencé à être mentionnés. Depuis 1870, la plupart des muscats ont été cultivés avec soin. Le plus connu est Moscatel Roxo, dont le vin n'est commercialisé qu'après un vieillissement de vingt ans en cave. Il y a d'autres variétés de vin, le Moscatel de Favaios, dans le Douro, qui est élaboré avec différents cépages, le Galego (blanc), tandis que Moscatel Roxo est fait avec le cépage homonyme (muscat roxo).

### Tavira
Le tavira est un vin produit dans le terroir viticole de Tavira, qui couvre les concelhos de Faro et Olhão ainsi qu'une partie de ceux de São Brás de Alportel, Tavira et Vila Real de Santo António. Ce vignoble est situé au Algarve, au sud du pays. SEs vins peuvent être blanc ou rouge. Les cépages pour le rouge sont : Castelão, Trincadeira (ou Tinta Amarela) et Tinta negra mole. Les blancs assemblent : Arinto et Síria (ou Roupeiro).

### Távora Varosa
Le távora-varosa est un vin produit dans le terroir viticole de Távora-Varosa, couvrant une partie des concelhos de Moimenta da Beira, Penedono Sernancelhe, Tabuaço, Armamar,  Lamego et Tarouca. Elle est située, au nord du pays, sur le piémont de la Serra da Nave entre les rivières Paiva et Távora dans la Vale Varosa. Ses vins peuvent être blanc, rouge, rosé ou mousseux. Les cépages, utilisés pour les rouges et les rosés, sont Alvarelhão, Tinta roriz, Bastardo, Malvasia preta, Marufo, Castelão, Rufete, Tinta barroca, Pinot noir, Barca, Touriga franca, Touriga nacional, Trincadeira (ou Tinta amarela) et Vinhão. Les blancs sont vinifiés à base de Bical, Arinto, Chardonnay, Dona branca, Fernão Pires, Folgasão, Gouveia, Malvasia fina, Malvasia rei et Pinot blanc.

### Torres Vedras
Le Torres Vedras est un vin produit dans les vignobles de Torres Vedras, en centre-ouest du pays. Ses vins se présentent sous les couleurs blanche ou rouge. Le terroir pour la production de vins rouges et blancs comprend plusieurs freguesias du concelho deTorres Vedras, alors que pour la production des vins de cette DOC s'étend aussi sur les concelhos de Mafra et Sobral de Monte Agraço. Les vins rouges assemblent les cépages noirs : Tinta roriz, Castelão, Touriga miúda et Touriga national. Les vins blancs sont élaborés à partir des cépages blancs : Arinto, Fernão Pires, Rabo de Ovelha, Seara nova et Vital.

### Trás-os-Montes
Le trás-os-montes est un vin produit dans le terroir viticole de Trás-os-Montes, qui couvre les régions de Chaves, Planalto Mirandês et Valpaços, située au nord-est du pays. Les vins de Trás-os-Montes peuvent être blanc, rouge, rosé, ou vinifié en vin doux naturel et mousseux. Une eau-de-vie est élaboré sous la même appellation. Les cépages utilisés pour le rouge et le rosé sont Alicante Bouschet, Tinta roriz, Baga, Bastardo, Castelão, Cornifesto, Malvasia preta, Marufo, Tinta barroca, Tinta carvalho, Tinta cão, Touriga franca, Touriga nacional, Trincadeira (ou Tinta amarela) et Moscatel roxo. Les vins blancs sont élaborés à base d'Alvarinho, Arinto, Bical, Boal branco, Carrega branco, Côdega de Larinho, Donzelinho branco, Fernão Pires, Gouveia, Malvasia fina, Moscatel galego branco, Rabigato, Samarinho, Síria (ou Roupeiro) et Viosinho.

### Vinho verde

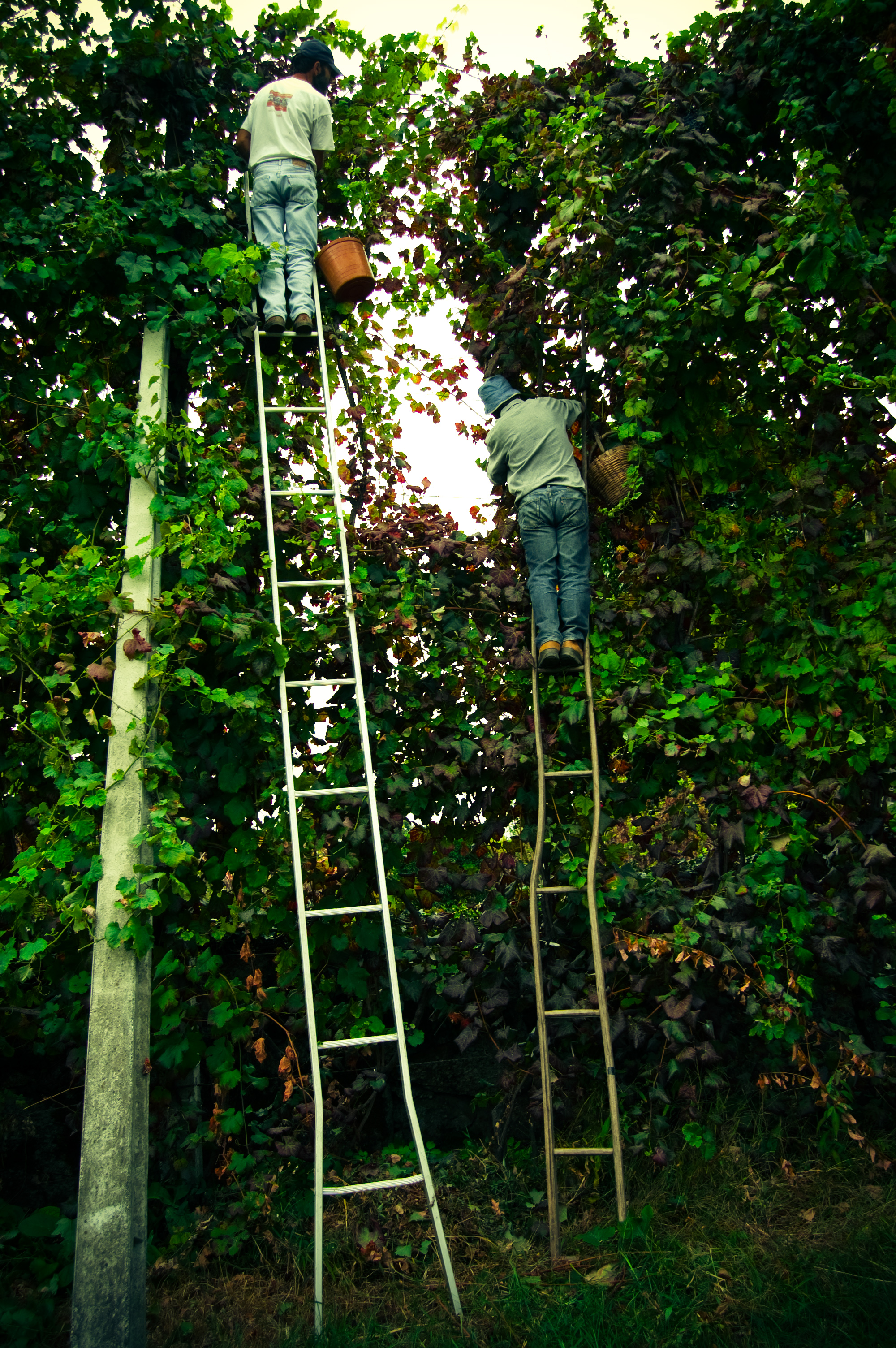
Vendanges sur des vignes menées en enforcado dans la région des vinhos verdes

Le vinho verde est un vin de la région de Minho, dans le Nord-Ouest du pays. Son nom fait référence à la fraîcheur de sa jeunesse plus qu'à sa couleur puisque cette appellation produit des vins rouges, des vins blancs et quelques vins rosés. Sa zone de production s’étend sur 160 kilomètres et représente 15 % de la superficie du vignoble portugais. C'est un vignoble morcelé à l'extrême où d'une façon générale chaque producteur ne possède guère plus d’un hectare de vignes. Ses vignes longtemps cultivées en hautain, sont aujourd'hui conduites sur cruzeta.
Les vignes ont dû s'adapter à la conduite en hautain par une sélection naturelle des variétés supportant ce mode cultural. L'adaptation a été telle que ces cépages aujourd'hui imposent cette méthode, car taillés en forme basse, leurs vignes, à grande exubérance végétative, produisent peu et dépérissent. Le vignoble fournit des vins rouges, production traditionnelle, et des vins blancs, production plus récente. Ils sont élaborés à base de différents cépages : 
- Cépages blancs recommandés : Alvarinho, Arinto, Avesso, Azal blanc, Batoca, Loureiro et Trajadura
- Cépages blancs autorisés : Branco-Escola, Cainho de Moreira, Cascal, Douradinha, Esganinho, Esganoso de Castelo de Paiva, Esganoso de Lima, Fernão Pires, Lameiro, Rabigato, São Mamede et Semilão
- Cépages rouges recommandés : Amaral, Azal rouge, Borraçal, Brancelho, Espadeiro, Padeiro, Pedral, Rabo de Ovelha et Vinhão
- Cépages rouges autorisés : Doçal, Doçal de Refóios, Espadeiro Mole, Labrusco, Mourisco, Pical Pôlho, Sousão et Verdelho rouge